# Benedenia derzhavini
Benedenia derzhavini är en plattmaskart. Benedenia derzhavini ingår i släktet Benedenia och familjen Capsalidae. Inga underarter finns listade i Catalogue of Life.